# Dây lăng
Dây lăng hay thàn mát sơn trà, thàn mát đầy hoa, lăng, lăng yên đầy hoa (danh pháp khoa học: Wisteriopsis eurybotrya) là một loài thực vật có hoa trong họ Đậu. Loài này được Emmanuel Drake del Castillo mô tả khoa học đầu tiên năm 1891 dưới danh pháp Millettia eurybotrya. Năm 1994, Anne M. Schot chuyển nó sang chi Callerya. Năm 2019, J. Compton & Schrire thiết lập chi mới Wisteriopsis và chuyển nó sang chi này.

## Phân bố
Loài bản địa Lào, Thái Lan, Trung Quốc (Hồ Nam, Quảng Đông, Quảng Tây, Quý Châu, Vân Nam), Việt Nam.